# Resolutie 2304 Veiligheidsraad Verenigde Naties
Resolutie 2304 van de Veiligheidsraad van de Verenigde Naties werd op 12 augustus 2016 aangenomen door de VN-Veiligheidsraad. Veertien leden stemden voor; China, Egypte, Rusland en Venezuela onthielden zich.
Met de resolutie werd de VN-vredesmacht in Zuid-Soedan met vier maanden verlengd, het aantal manschappen opgetrokken en een 4000 man sterke "regionale beschermingsmacht" opgericht voor inzet in de hoofdstad Djoeba, waar opnieuw geweld was uitgebroken.

## Standpunten
Egypte zei dat de Veiligheidsraad steeds meer geneigd was om de principes van vredesoperaties voorbij te schieten. Een basisprincipe hier was dat het betrokken land ermee instemde. Deze resolutie negeerde het standpunt van de Zuid-Soedanese overgangsregering. Ook Venezuela vond dat er meer gepraat moest worden, en minder gedreigd en bestraft. Het land dacht dat de extra macht in Djoeba de situatie zou verergeren. Beide landen hadden zich onthouden. Ook Rusland en China hadden zich onthouden omdat er geen instemming was van de Zuid-Soedanese overheid. Zuid-Soedan zelf bevestigde dit standpunt. Het had in principe ingestemd met de beschermingsmacht, maar had bezwaar tegen enkele modaliteiten en het vooropgestelde wapenembargo.
De Verenigde Staten wezen erop dat het al een maand geleden was dat geweld uitbrak in Djoeba, en dat niet langer getalmd kon worden. De beschermingsmacht in de hoofdstad was nodig om de bevolking te beschermen tot de overheid haar verantwoordelijkheid nam. Nieuw-Zeeland zei dat consultatie van het betrokken land wel nodig was, maar dat de Veiligheidsraad iets moest ondernemen om de internationale vrede en veiligheid te vrijwaren en de bevolking te beschermen.

## Achtergrond
In 2011 was Zuid-Soedan, na decennia van conflict om het olierijke gebied, onafhankelijk geworden van Soedan. Eind 2013 ontstond echter een politieke crisis tussen president Salva Kiir en voormalig vicepresident Riek Machar die uitdraaide op etnisch geweld en moordpartijen. Eind 2015 waren al meer dan twee miljoen mensen op de vlucht geslagen en was een grote humanitaire crisis ontstaan.

## Inhoud
Men was zeer bezorgd om de crisis die in Zuid-Soedan was ontstaan ten gevolge van het interne politieke conflict bij de SPLM. De gevechten in de hoofdstad Djoeba tussen 8 en 11 juli werden sterk veroordeeld. Bij die gevechten waren ook burgers en VN-personeel aangevallen. Op 17 en 18 februari was zelfs gevochten in een door de VN beveiligd gebied voor de bevolking. Geëist werd dat de Zuid-Soedanese leiders de wapenstilstand waartoe ze op 11 juli zelf hadden opgeroepen zouden uitvoeren.
Door de grote inzet van middelen in dergelijke veilige gebieden bleef de aanwezigheid van UNMISS elders beperkt. Ook werkte de overgangsregering van nationale eenheid van Zuid-Soedan de vredesmacht voortdurend tegen, onder meer door de bewegingsvrijheid van de macht stevig in te perken. Geëist werd dat de overgangsregering zich aan het status of forces-akkoord zou houden en UNMISS en hulporganisaties niet langer zou hinderen.
Op 16 juli had de IGAD, waarvan Zuid-Soedan een lidstaat was en die als bemiddelaar betrokken was, besloten dat er een "regionale beschermingsmacht" moest komen, wat twee dagen later door de Afrikaanse Unie gesteund werd. Ook de overgangsregering had ermee ingestemd.
Het mandaat van UNMISS werd verlengd tot 15 december 2016. Het troepenplafond werd opgetrokken tot 17 000. De belangrijkste opdracht bleef het beschermen van de bevolking. De missie mocht ook alle nodige middelen inzetten om zichzelf te verdedigen tegen geweld. Voor het geval UNMISS nog verder gehinderd zou worden bij het uitvoeren van haar mandaat, lag er al een ontwerpresolutie klaar die een wapenembargo instelde tegen Zuid-Soedan.
Verder kreeg UNMISS een Regionale Beschermingsmacht van 4000 man, die in Djoeba zou worden ontplooid en daar voor veiligheid moest zorgen. Specifiek betekende dit:
- Bewegingsvrijheid in de stad mogelijk maken door onder meer in- en uitwegen en communicatie- en transportnetwerken te beschermen;
- Zorgen dat de luchthaven operationeel bleef en installaties die belangrijk waren voor het welzijn van de bevolking beschermen;
- Optreden tegen eenieder die een aanval voorbereidde of uitvoerde tegen beschermde gebieden, de VN of hulporganisaties;

De terugtrekking van dit component zou aan een aantal voorwaarden worden gekoppeld.
Lijst ·  2260 ·  2261 ·  2262 ·  2263 ·  2264 ·  2265 ·  2266 ·  2267 ·  2268 ·  2269 ·  2270 ·  2271 ·  2272 ·  2273 ·  2274 ·  2275 ·  2276 ·  2277 ·  2278 ·  2279 ·  2280 ·  2281 ·  2282 ·  2283 ·  2284 ·  2285 ·  2286 ·  2287 ·  2288 ·  2289 ·  2290 ·  2291 ·  2292 ·  2293 ·  2294 ·  2295 ·  2296 ·  2297 ·  2298 ·  2299 ·  2300 ·  2301 ·  2302 ·  2303 ·  2304 ·  2305 ·  2306 ·  2307 ·  2308 ·  2309 ·  2310 ·  2311 ·  2312 ·  2313 ·  2314 ·  2315 ·  2316 ·  2317 ·  2318 ·  2319 ·  2320 ·  2321 ·  2322 ·  2323 ·  2324 ·  2325 ·  2326 ·  2327 ·  2328 ·  2329 ·  2330 ·  2331 ·  2332 ·  2333 ·  2334 ·  2335 ·  2336